# Micrurus janisrozei
Micrurus janisrozei (кораловий аспід Яніса Розе) — вид отруйних змій родини аспідових (Elapidae). Ендемік Бразилії. Описаний у 2024 році.

## Поширення і екологія
Коралові аспіди Яніса Розе мешкають в штаті Баїя на сході Бразилії. Вони живуть в атлантичних лісах.

## Етимологія
Вид названий на честь американського герпетолога Яніса Розе, автора численних праць, присвячених кораловим аспідам.